# David Keith
David Lemuel Keith (ur. 8 maja 1954 w Knoxville) – amerykański aktor, reżyser, kompozytor i producent filmowy.

## Życiorys

### Wczesne lata
Urodził się w Knoxville w Tennessee jako syn Lemuela Grady’ego Keitha Jr., pracującego dla federalnej agencji rządowej w USA o charakterze korporacyjnym Tennessee Valley Authority, i Hildy Earle, pracującej dla zarządu Knoxville County. W 1975 roku ukończył studia na wydziale komunikacji i teatru Uniwersytetu Stanu Tennessee w Knoxville. Dwa lata później wystąpił jako Scotty w musicalu country Red Bluegrass Western Flyer Show (1977) na scenie Goodspeed Opera House we Wschodnim Haddam w stanie Connecticut.

### Kariera
Debiutował na małym ekranie w jednym z odcinków sitcomu ABC Szczęśliwe dni (Happy Days, 1978) z Henrym Winklerem. Swoją karierę aktorską na kinowym ekranie zapoczątkował występem w dwóch produkcjach – dramacie Wielki Santini (The Great Santini, 1979) u boku Roberta Duvalla i Blythe Danner oraz dramacie muzycznym Róża (The Rose, 1979) z Bette Midler, Alanem Batesem i Harrym Deanem Stantonem jako żołnierz i ochroniarz tytułowej piosenkarki. Pojawił się w dramacie Brubaker (1980) z Robertem Redfordem, niezależnej komedii Back Roads (1981) u boku Sally Field i Tommy’ego Lee Jonesa.
Jego rola oficera marynarki wojennej w melodramacie Oficer i dżentelmen (An Officer and a Gentleman, 1982) z Richardem Gere’em i Debrą Winger była dwukrotnie nominowana do nagrody Złotego Globu dla najlepszego aktora drugoplanowego i najlepszego nowego gwiazdora. W 1983 roku odebrał nagrodę ShoWest dla Gwiazdora Jutra. Wystąpił w telewizyjnej adaptacji powieści Sidneya Sheldona CBS Jeśli nadejdzie jutro (If Tomorrow Comes, 1986) z Tomem Berengerem i Liamem Neesonem. Zagrał postać Elvisa Presleya w komedii Heartbreak Hotel (1988).
Pojawił się gościnnie w serialach: Po tamtej stronie (The Outer Limits, 1988), CBS Strażnik Teksasu (Walker, Texas Ranger, 2000) z Chuckiem Norrisem i CBS Agenci NCIS (Navy NCIS: Naval Criminal Investigative Service, 2004).
Wystąpił w filmie fantasy Daredevil (2003) u boku Bena Afflecka, Colina Farrella i Jennifer Garner oraz melodramacie muzycznym dla młodzieży Raise Your Voice (2004) jako ojciec głównej bohaterki granej przez Hilary Duff.

## Życie prywatne
15 kwietnia 2000 roku poślubił Nancy Clark. Mają córkę Presley.

## Filmografia
| 1979 | Wielki Santini (The Great Santini)                                        | Red Petus                          |
| 1979 | Róża (The Rose)                                                           | Pfc. Mal                           |
| 1979 | Friendly Fire (TV)                                                        | Leroy Hamilton                     |
| 1980 | The Golden Moment: An Olympic Love Story (TV)                             | Wayne Robinson                     |
| 1980 | Więzień Brubaker (Brubaker)                                               | Larry Lee Bullen                   |
| 1981 | Back Roads                                                                | Mason                              |
| 1981 | Bierz tę robotę i pchaj (Take This Job and Shove It)                      | Harry Meade                        |
| 1982 | Oficer i dżentelmen (An Officer and a Gentleman)                          | Sid Worley                         |
| 1983 | Bogowie dyscypliny (The Lords of Discipline)                              | Will McLean                        |
| 1983 | W pogoni za marzeniami (Independence Day)                                 | Jack Parker                        |
| 1984 | Podpalaczka (Firestarter)                                                 | Andrew ‘Andy’ McGee                |
| 1985 | Gułag (Gulag, TV)                                                         | Mickey Almon                       |
| 1987 | Melodia śmierci (White of the Eye)                                        | Paul White                         |
| 1988 | Hotel złamanych serc (Heartbreak Hotel)                                   | Elvis Presley                      |
| 1988 | Dalsze przygody Tennessee Buck (The Further Adventures of Tennessee Buck) | Buck Malone                        |
| 1989 | Guts and Glory: The Rise and Fall of Oliver North (TV)                    | porucznik pułkownik Oliver North   |
| 1990 | Dwóch Jake’ów (The Two Jakes)                                             | detektyw porucznik Loach           |
| 1991 | Ucieczka (Off and Running)                                                | Jack Cornett                       |
| 1992 | Dzikie i swobodne (Running Wild)                                          | Jack Hutton                        |
| 1992 | Piekło zza krat (Caged Fear)                                              | Tommy Lane                         |
| 1992 | Krawędź kłamców (Liar’s Edge)                                             | Gary Kirkpatrick                   |
| 1993 | Wojna o Jessicę (Whose Child Is This? The War for Baby Jessica, TV)       | Dan Schmidt                        |
| 1993 | Dalecy krewni (Distant Cousins)                                           | Harry Young                        |
| 1994 | Moc uścisków (XXX’s & OOO’s, TV)                                          | Bullet Dobbs                       |
| 1994 | Dobry i zły glina (Raw Justice)                                           | Mace                               |
| 1994 | Widmo zemsty (Temptation)                                                 | Bone Babancourt                    |
| 1994 | Pierwsza liga II (Major League II)                                        | Jack Parkman                       |
| 1994 | Teksas (Texas)                                                            | Jim Bowie                          |
| 1994 | Ernest idzie do szkoły (Ernest Goes to School)                            | Squint Westwood                    |
| 1995 | Indianin w kredensie (The Indian in the Cupboard)                         | Boo-hoo Boone                      |
| 1995 | Aż po grób (Till the End of the Night)                                    | Garrett Hill                       |
| 1995 | Śmiertelny grzech (Deadly Sins)                                           | Jack Gales                         |
| 1996 | Szpieg bez matury (If Looks Could Kill, TV)                               | detektyw Peter Stanford            |
| 1996 | Wszystko zostaje w rodzinie (A Family Thing)                              | Sonny                              |
| 1996 | Judge and Jury                                                            | Joseph Meeker                      |
| 1996 | Zniewolenie (Invasion of Privacy)                                         | sierżant Rutherford                |
| 1997 | Kolor krwi 2 (Red-Blooded American Girl II)                               | Pan Colbert                        |
| 1998 | Osaczeni (Ambushed)                                                       | zastępca szeryfa Lawrence          |
| 1998 | Ofiara doskonała (Perfect Prey, TV)                                       | Dwayne Alan Clay                   |
| 1998 | Zbrodnia doskonała (Poodle Springs)                                       | Larry Victor/Charles Nichols       |
| 1999 | Zapisane w sercu (A Memory in My Heart, TV)                               | Matt                               |
| 1999 | Ostatni skok (One Last Score)                                             | zwolniony warunkowo oficer Gilmore |
| 1999 | Sekrety gór (El secreto de los Andes)                                     | Brooks Willings                    |
| 1999 | Przywilej zabójcy (Question of Privilege)                                 | Carter Roberts                     |
| 2000 | U-571                                                                     | major Matthew Coonan               |
| 2000 | Siła i honor (Men of Honor)                                               | kapitan Hartigan                   |
| 2001 | Clover Bend                                                               | McGrary                            |
| 2001 | Cahoots                                                                   | Harley                             |
| 2001 | Burning Down the House                                                    | Carolina                           |
| 2001 | Perfidna intryga (Love and Treason, TV)                                   | Eli Dixon                          |
| 2001 | Monolit (Epoch, TV)                                                       | Mason Rand                         |
| 2001 | Anthrax                                                                   | Adam Stewart                       |
| 2001 | Za linią wroga (Behind Enemy Lines)                                       | Master Chief Tom O’Malley          |
| 2001 | Constant Payne (TV)                                                       | Alexander „Doc” Payne              |
| 2003 | Daredevil                                                                 | Jack Murdock                       |
| 2004 | Raise Your Voice                                                          | Simon Fletcher                     |

| 1978 | Szczęśliwe dni (Happy Days)                                        | Fred Collins          |
| 1979 | Co-ed Fever                                                        | Tuck                  |
| 1986 | Jeśli nadejdzie jutro (If Tomorrow Comes)                          | Daniel Cooper         |
| 1988 | Po tamtej stronie (The Outer Limits)                               | major Jason Mercer    |
| 1991 | Flesh ‘n’ Blood                                                    | Arlo Weed             |
| 2000 | Strażnik Teksasu (Walker, Texas Ranger)                            | Cliff Eagleton        |
| 2004 | Agenci NCIS (Navy NCIS: Naval Criminal Investigative Service)      | kpt. Mike Watson      |
| 2005 | Prawo i porządek: Zbrodniczy zamiar (Law & Order: Criminal Intent) | detektyw Mark Virgini |
| 2008 | CSI: Kryminalne zagadki Miami (CSI: Miami)                         | Evan Caldwell         |
| 2011 | Nikita                                                             | Richard Ellison       |
| 2014 | Reckless                                                           | Pat McCandless        |